# Celtic Voices und Hale Bopp

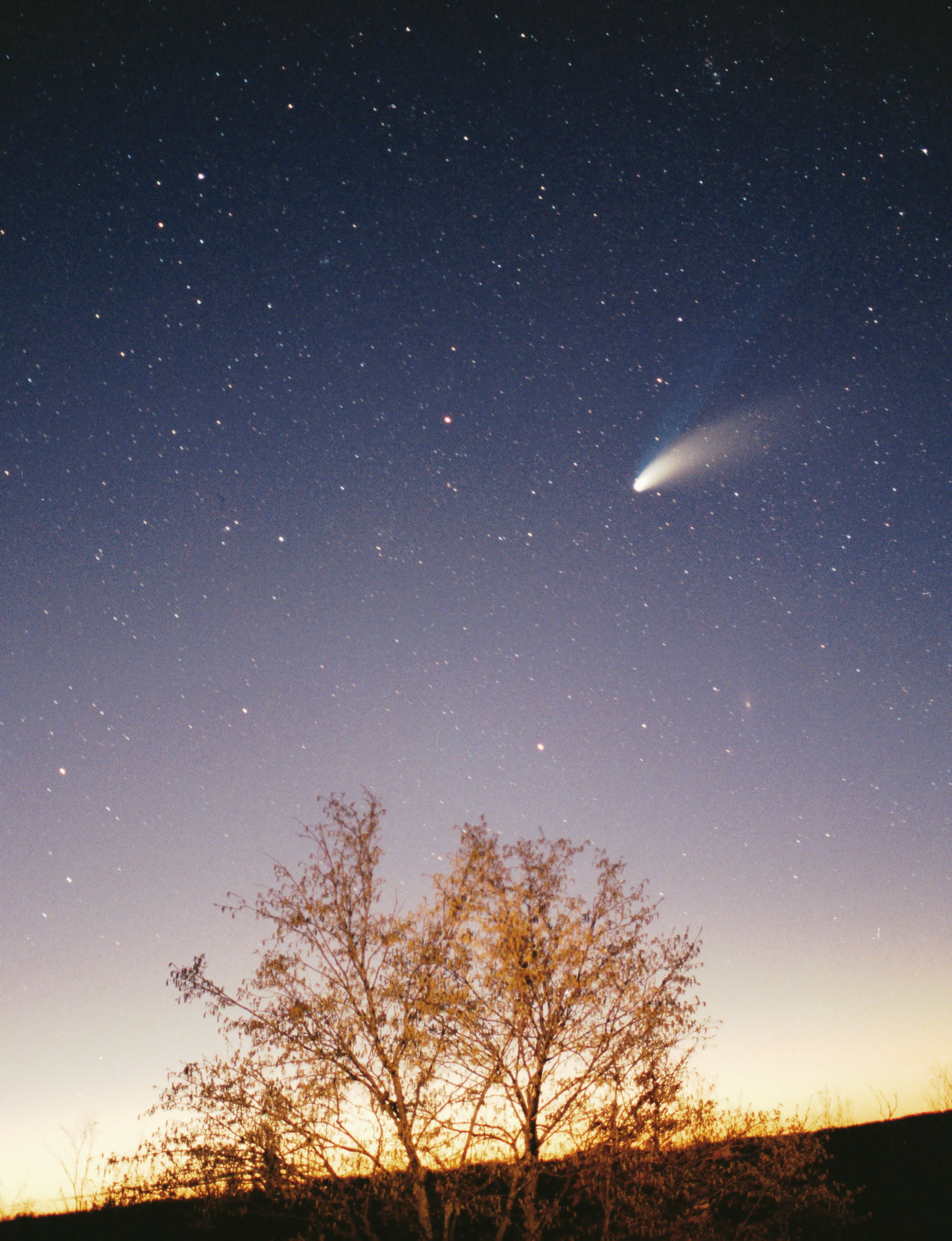
Der Große Komet Hale-Bopp, 1997

Celtic Voices und Hale Bopp op. 36 sind zwei unabhängige Kompositionen für Streichorchester von Graham Waterhouse, die 1998 zusammen im Friedrich Hofmeister Musikverlag erschienen. Celtic Voices entstand 1995, Hale Bopp wurde 1997 inspiriert vom Kometen Hale-Bopp. Dieses Werk enthält eine Choralstrophe Wie schön leuchtet der Morgenstern, die für einen Knabensopran vorgesehen ist.

## „Celtic Voices“
Celtic Voices op. 36/1 für Streichorchester, ein Stück in einem Satz von etwa 5 Minuten, wurde 1995 komponiert. Der Komponist erläutert: „Keltische Musik hat vielfältige Ursprünge in den unterschiedlichen Volksmusiktraditionen der westlichen Regionen der Britischen Inseln, sie ist darum nicht so eindeutig zu definieren wie keltische Kunst, die man an ihrem charakteristischen Dekorationsstil leicht erkennt.“
Ivan March beschrieb in seiner Besprechung in der Fachzeitschrift Gramophone eine Balance von Virtuosität und lyrischem Ton, in phrygische Modalität getaucht. („Celtic Voices similarly balances virtuosity with lyricism and dips into the Phrygian mode to establish its underlying harmonic flavour.“)

## „Hale Bopp“
Hale Bopp op. 36/2 für Streichorchester mit einer obligaten Stimme für Knabensopran (oder Horn) wurde 1997 inspiriert vom Kometen Hale-Bopp, entdeckt am 23. Juli 1995, der 1997 der Großer Komet wurde.
Das einsätzige Stück von etwa 7 Minuten beginnt mit Tremoli, Glissandi und einer Instrumentierung, die extreme Höhen und Tiefen bevorzugt. Es endet mit einer Strophe des Chorals Wie schön leuchtet der Morgenstern (Philipp Nicolai, 1599), wobei ein Knabensopran von einem Streichquartett begleitet wird. Der Komponist kommentiert: „Ein Stern im strikten Sinne ist ein Komet zwar nicht, aber jede Himmelserscheinung hat ihren Platz am Firmament, und alle haben von jeher den Menschen fasziniert.“ 
Das Werk wurde 1997 erstmals aufgeführt, der Komponist leitete das Orchestre d’Yverdon. In der Adventszeit 2011 wurde Hale Bopp in Schloss Borbeck aufgeführt, zusammen mit Bachs Kantate Nun komm, der Heiden Heiland, BWV 61, und der Weihnachtskantate Der Anfang einer neuen Zeit von Graham Waterhouse auf Worte des Münchner Dichters Hans Krieger.

## Druck und Einspielung
Die beiden Werke für ähnliche Besetzung erschienen 1998 zusammen als Celtic Voices and Hale Bopp im Friedrich Hofmeister Musikverlag. Beide wurden 2002 vom English Chamber Orchestra, geleitet von Yaron Traub, als Teil der CD Graham Waterhouse Portrait 2 eingespielt. Die CD von Meridian Records enthält kombiniert Werke des Komponisten für Streichorchester und solche für Bläserensemble. Auf der CD erscheint zwischen den beiden Werken Hymnus für Bläser, das ebenfalls eine Choralmelodie verwendet, jedoch instrumental als Refrain. In seiner Besprechung verglich Hubert Culot das Werk in seiner Suggestion einer außerirdischen Atmosphäre mit Caeli enarrant... („Die Himmel erzählen…“) von Georges Lentz.